# Олдвич (станция метро)
Олдвич (англ. Aldwych) — закрытая станция глубокого заложения Лондонского метрополитена, расположенная в боро Вестминстер в центре Лондона. Ранее на месте станции был театр «Royal Strand Theatre» закрытый и снесённый в 1905 году. Станция была открыта в 1907 году под названием «Стрэнд» (англ. Strand) — по названию улицы, на которой находится. На момент своего открытия являлась конечной и единственной станцией короткой ветки линии Пикадилли, ответвляющейся от станции «Холборн», которая была последствием слияния двух железнодорожных схем. Здание станции находится недалеко от перекрёстка Стрэнд и Суррей-стрит, неподалёку от улицы Олдвич. За время своего существования это ответвление было предметом ряда нереализованных предложений по продолжению линии метрополитена, предполагавших прокладывание через станцию туннеля и продление его на юг, как правило, в сторону станции «Ватерлоо». Станция и ходовые туннели использовались во время обеих мировых войн как бомбоубежище, для укрытия от бомбардировок произведений искусства из лондонских публичных галерей и музеев, в том числе и людей. В 1915 году название станции «Стрэнд» было сменено на «Олдвич».

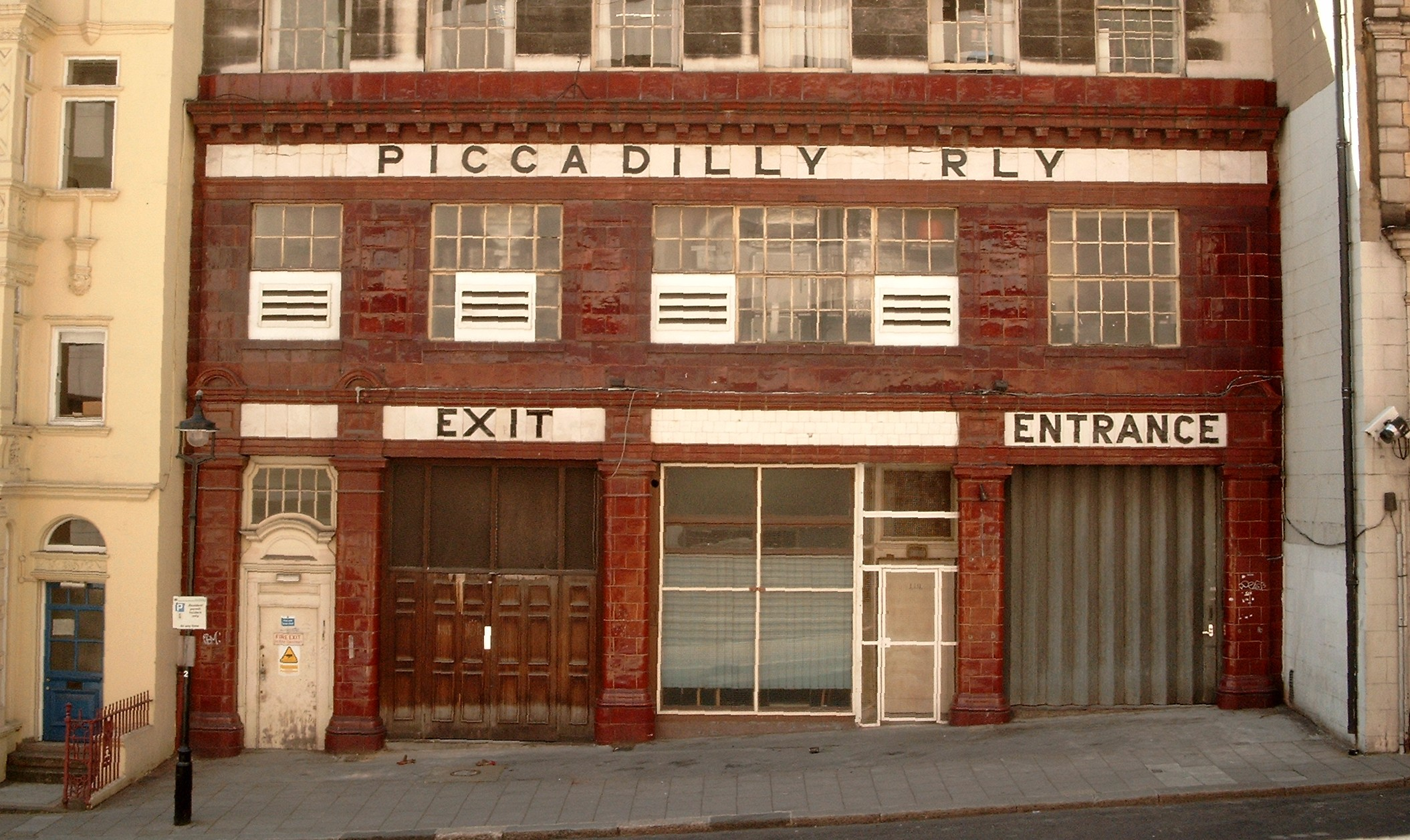
Выход и второй вход станции на Суррей-стрит (2004)

Обслуживаемая челночным поездом (англ. shuttle train) в течение большей части периода своего существования и использовавшаяся небольшим числом пассажиров, станция и само ответвление линии несколько раз предлагались к закрытию. Начиная с 1962 года работа станции только в период часа пик в будние дни продолжалась до её закрытия в 1994 году, когда стоимость замены лифтов посчитали слишком высокой по сравнению с доходом, приносимым станцией.

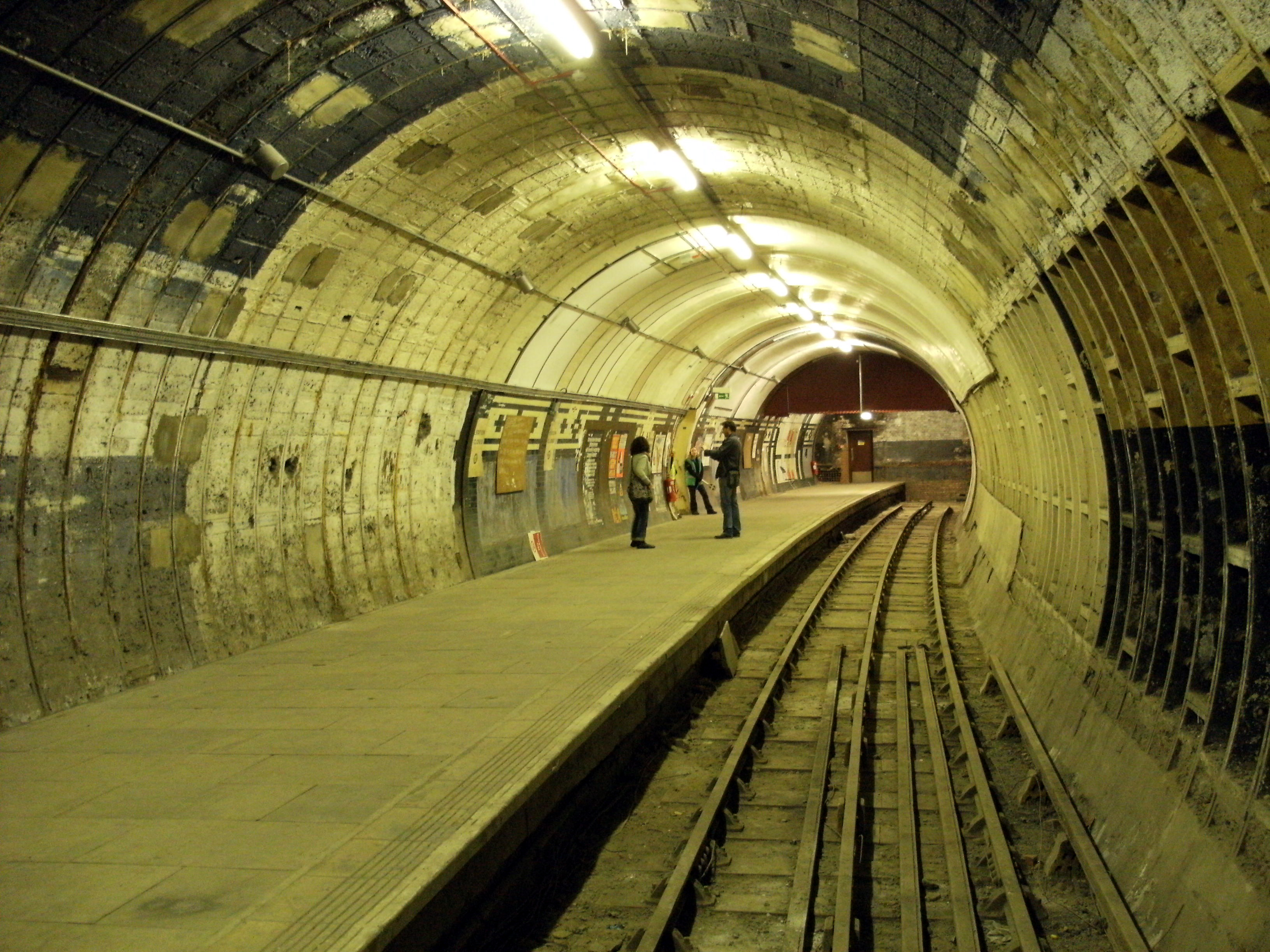
Восточная платформа станции, выведенная из эксплуатации в 1914 году. (2011)

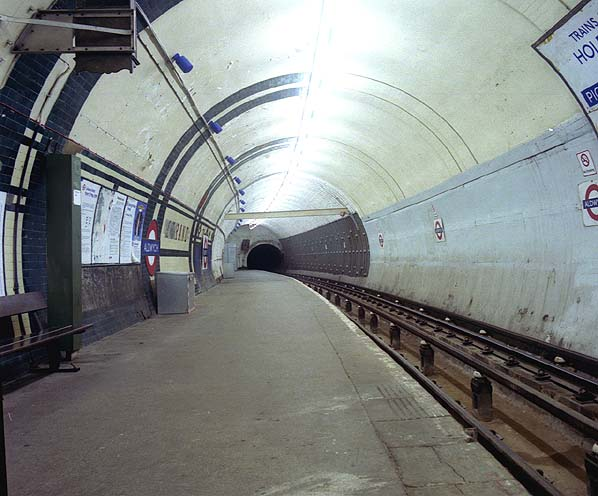
Западная платформа станции незадолго до своего закрытия. (1994)

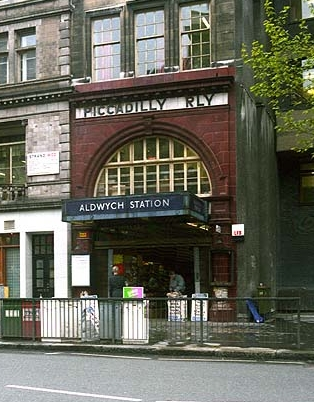
Вход на станцию незадолго до своего закрытия в 1994 году.

Ныне станция уже в течение длительного времени популярна в качестве места съёмок и часто появляется «в роли» самой себя и других станций лондонского метрополитена в ряде художественных фильмов. В знак признания её исторической значимости станция входит в лондонский список зданий Класса II.
В 2004 году на станции прошли съёмки британского реалити-шоу «Spy»
В настоящее время Музей транспорта Лондона проводит экскурсии по станции в рамках своей программы «Потаённый Лондон» в течение всего года. Экскурсия проводит посетителей через кассовый зал, оригинальные лифты, заброшенные платформы и туннели а также делится находками из архивов музея об истории этого места.